# 文武王 (新羅)
文武王（626年—681年）；姓金名法敏，是新罗第三十代君主（公元661年至681年在位），在位期間達成了朝鮮半島的三國統一。
武烈王長子，生母文明王后為名將金庾信之妹，正室慈儀王后，波珍飡善品之女。650年曾遠赴唐朝，獲得「大府卿」之官位。654年成為新羅兵部令。655年立爲太子，武烈王七年（660年）領兵船一百艘与唐朝大将苏定方一起围攻百濟都城，攻灭百濟。661年六月武烈王薨逝，法敏即位。此后金法敏联合唐军多次攻取百濟諸城，攻破百濟殘衆。六年（666年）文武王欲滅高句麗，向唐請兵，唐派李勣伐高句麗，668年九月唐兵联合新罗攻克平壤城，高句麗王高臧投降，高句麗亡。
灭亡高句丽后，唐朝在朝鲜半岛设置安东都护府作为统治机构。但遭到了新罗的反击，并最终导致新罗与唐朝的战争。在与唐朝的战争中，文武王联合并扶植了朝鲜半岛上的原高句丽和百济的反唐势力，包括剑牟岑扶植安舜建立的高句丽复兴政权。为对付文武王，唐高宗扶植文武王的弟弟金仁问为新罗君主，并派刘仁轨领兵攻打文武王。676年，由于新罗的攻势，唐朝在与吐蕃战争的失败和高句丽与百济遗民从未间断的反唐运动，唐朝退出大同江以南土地。
文武王统治新罗20余载，直至681年病故。文武王在病故前将王位传让给了其子神文王。按照文武王的遗愿，神文王将文武王的遗体在东海火化，以使文武王的灵魂变成海上蛟龙保护新罗免受外敌的入侵。

## 新罗文武王陵碑
在韩国庆州，全称《大唐乐浪郡王开府仪同三司上柱国新罗文武王陵之碑》，永淳元年（682年）世次壬午七月壬辰朔廿五日景辰建碑，碑文载新罗金氏王族是“秺侯（金日磾）祭天之胤”，十五代祖星汉王。

## 脚注
1. ↑  김대성. . 신동아. 1999-08  [2016-11-18]. （原始内容存档于2016-09-13）.
2. ↑  趙甲濟. . 月刊朝鮮. 2004-03  [2016-11-18]. （原始内容存档于2012-01-19）.
3. ↑  김운회. . 프레시안. 2005-08-30  [2016-11-18]. （原始内容存档于2012-01-26）.
4. ↑  경주 사천왕사（寺） 사천왕상（四天王像） 왜 4개가 아니라 3개일까 조선일보 2009.02.27자
5. ↑  2부작 <문무왕릉비의 비밀> - 제1편: 신라 김씨왕족은 흉노（匈奴）의 후손인가? （页面存档备份，存于）, 《KBS 역사추적》, 2008년 11월 22일 방송.
6. ↑  2부작 <문무왕비문의 비밀> - 제2편: 왜 흉노(匈奴)의 후예라고 밝혔나? （页面存档备份，存于）, 《KBS 역사추적》, 2008년 11월 29일 방송.
7. ↑  （채널돋보기） 신라 김씨 왕족은 흉노의 후손일까 （页面存档备份，存于） 매일신문 2008.11.21 